# Trabzonspor Basketbol Takımı
Trabzonspor Basketbol Takımı – turecki zawodowy klub koszykarski z siedzibą w Trabzonie. Klub powstał w 1975 roku, ale w 2008 zakupił prawa do historii Ülkersporu.

## Historia
Od tamtego czasu młodzi zawodnicy oraz głęboka rezerwa Fenerbahçe Ülker stanowili trzon zespołu Alpella, ale w 2008 roku, po relegacji Alpelli z I ligi tureckiej, prawa do niego sprzedano Trabzonsporowi, który zamierza odbudować potęgę dawnego Ülkesporu.
Obecnie pełna nazwa tego zespołu to Trabzonspor Basketbol Takımı.